# Polina Pivavarava
Polina Pivavarava –en bielorruso, Поліна Піваварава– (12 de octubre de 1994) es una deportista bielorrusa que compite en ciclismo en las modalidades de pista y ruta. Ganó una medalla de bronce en el Campeonato Europeo de Ciclismo en Pista de 2015, en la prueba de persecución por equipos.

## Medallero internacional
| Campeonato Europeo | Campeonato Europeo | Campeonato Europeo | Campeonato Europeo      |
| Año                | Lugar              | Medalla            | Competición             |
| ------------------ | ------------------ | ------------------ | ----------------------- |
| 2015               | Grenchen (Suiza)   | Medalla de bronce  | Persecución por equipos |

## Palmarés
2016
- 3.ª en el Campeonato de Bielorrusia en Ruta

2017
- 3.ª en el Campeonato de Bielorrusia Contrarreloj

2020
- 3.ª en el Campeonato de Bielorrusia Contrarreloj [2]
- 3.ª en el Campeonato de Bielorrusia en Ruta [3]